# Falso Azufre
Falso Azufre je název neaktivního vulkanického komplexu, tvořeného soustavou překrývajících se kráterů, dómů a lávových proudů, ležících v 15 km dlouhé linii na hranicích Chile a Argentiny, táhnoucí se od východu k západu. Vznik komplexu je odhadován na období pleistocénu až holocénu. obsahuje krátery a lávové dómy. Nejvyšší vrchol Cerro Falso Azufre leží na západním konci komplexu v Chile, zde probíhá většina vyvrhování pyroklastického materiálu. Mladší část komplexu leží v Argentině, nachází se tu dva lávové dómy a dva sopečné kužely.
Láva produkovaná sopkou je andezitická. Obsahuje hornblend a pyroxeny s celkovým obsahem 58-61 % SiO2. Andezity na západním úpatí sopky jsou staré 0,7 ± 0,2 milionu let.